# Летківка
Ле́тківка — село в Україні, у Тростянецькій селищній громаді Гайсинського району Вінницької області. Населення становить 1600 осіб.
Село розташоване на річці Нетека за 5 км від смт. Тростянець. 
Село газифіковане, частково забезпечене централізованим водопостачанням. На території колишньої Летківської сільської ради працюють 12 торгових точок, є готель, налагоджене побутове обслуговування населення.

## Історія
Згідно з переказами, село Летківка виникло в 1640-х, хоч в історії міст і сіл України зазначено, що село засновано в 18 столітті. Засновниками були 3 втікачі із Галичини, які називали себе козаками, тобто вільними людьми. 
В 1793 році Летківка у складі правобережної України була приєднана до Росії. В 1797 воно увійшло до Брацлавського повіту Подільської губернії. Селяни залишалися кріпаками Потоцьких. 
В 1882 в селі була відкрита церковноприходська школа.
В 1906 в селах Летківка та Северинівка разом нараховувалося 444 двори, де проживало 2 287 осіб. 
У травні 1919 село окупувала Червона Армія, а в серпні 1919 покинула край під натиском галичан та армії УНР. 
У червні 1920 в селі встановлено більшовицьку окупацію.
В 1924 в селі організоване СОЗ "Червоний борець", в 1927 створені 3 таких СОЗи: „Іскра”, „Трудовик”, „Перемога”. Всі ці колективи в кінці 1929 року перетворили в один великий - імені 1 Серпня, куди входили та землі села Северинівка. 
Непосильні хлібоздачі розорили села. Весною 1933 року почався голод: вимирали цілі сім’ї, на вулицях лежали мертві люди, хоронили в ямах по 5-10 осіб, не тільки мертвих, а й тих, що ще ледь дихали. Голодомор забрав понад 300 людей. Починаючи з 1938 року почалося відродження сіл.
В липні 1941 року село зайняли німці. Під час окупації в приміщені сільського клубу відкрили церкву. В березні 1944 року село зайняла Радянська Армія. На фронтах Німецько-Радянської війни загинув 321 житель. В центрі села на честь їх подвигу стоїть пам’ятник.
З 1965 добробут мешканців почав зростати: працювали 2 восьмирічні школи, 2 бібліотеки, медпункт, дитячі ясла.
В 1973 колгосп побудував середню школу, яка функціонує і зараз; 
В 1986 побудований автотранспортний двір зі спортивним комплексом, контора колгоспу, споруджено медпункт та бібліотеку в сусідньому селі Северинівка, сільський стадіон. 
15 серпня 2015 в селі відкрито пам'ятник (погруддя) Тарасу Шевченку.
12 червня 2020 року, відповідно розпорядження Кабінету Міністрів України № 707-р «Про визначення адміністративних центрів та затвердження територій територіальних громад Вінницької області», село увійшло до складу Тростянецької селищної громади.
19 липня 2020 року, в результаті адміністративно-територіальної реформи і ліквідації Тростянецького району, село увійшло до складу Гайсинського району.

## Населення

### Мова
Розподіл населення за рідною мовою за даними перепису 2001 року:
| Мова            | Кількість | Відсоток |
| --------------- | --------- | -------- |
| українська      | 1575      | 98.44%   |
| російська       | 23        | 1.44%    |
| румунська       | 1         | 0.06%    |
| інші/не вказали | 1         | 0.06%    |
| Усього          | 1600      | 100%     |

## Відомі люди

### Народилися
- Корж Марія Петрівна — українська радянська діячка, ланкова колгоспу «Перемога» Тростянецького району Вінницької області. Депутат Верховної Ради УРСР 9-го скликання.
- Хитрик Свирид Йосипович — доктор технічних наук, заслужений діяч науки й техніки УРСР.